# Callopistria ludovici
Callopistria ludovici là một loài bướm đêm trong họ Noctuidae.